# Dolní Hbity
Dolní Hbity település Csehországban, a Příbrami járásban. Dolní Hbity Obory, Milín, Solenice, Smolotely, Zduchovice, Kamýk nad Vltavou, Jablonná és Višňová településekkel határos. Lakosainak száma 910 fő (2024. január 1.).

## Népesség
A település lakosságának változását az alábbi diagram mutatja:
| Lakosok száma | 1642 | 1715 | 1556 | 1054 | 946  | 848  | 872  | 865  | 905  | 910  |
|               | 1869 | 1900 | 1921 | 1961 | 1980 | 2011 | 2016 | 2019 | 2021 | 2024 |